# Afroleptomydas campestris
Afroleptomydas campestris är en tvåvingeart som beskrevs av Hesse 1969. Afroleptomydas campestris ingår i släktet Afroleptomydas och familjen Mydidae. Inga underarter finns listade i Catalogue of Life.